# 1891 في تشيلي
فيما يلي قوائم الأحداث التي وقعت خلال عام 1891 في تشيلي.

## سياسة

### تعيين في المنصب
- 16 ديسمبر – خورخي مونت رئيس تشيلي.

### انتهاء فترة المنصب
- 29 أغسطس – خوسيه مانويل بلماسيدا رئيس تشيلي.

## مواليد

### مايو
- 24 مايو – وليام فوكسويل أولبرايت

## وفيات

### سبتمبر
- 18 سبتمبر – خوسيه مانويل بلماسيدا (مواليد 1840)